# Olmos de Esgueva

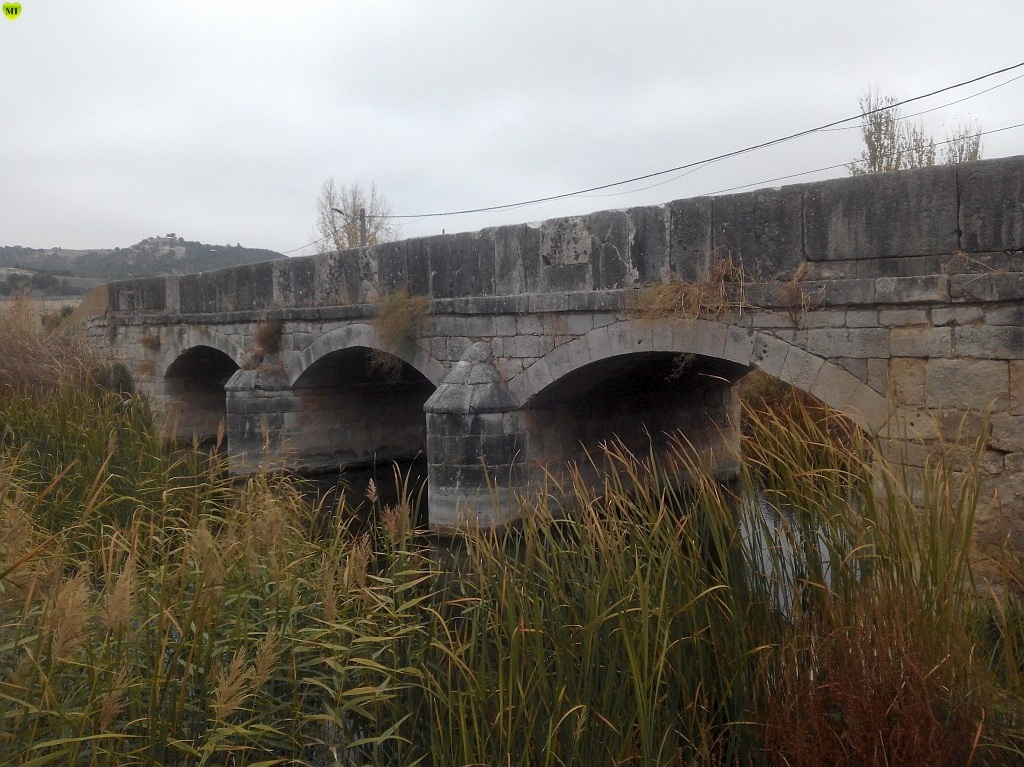
Puente sobre el río Esgueva

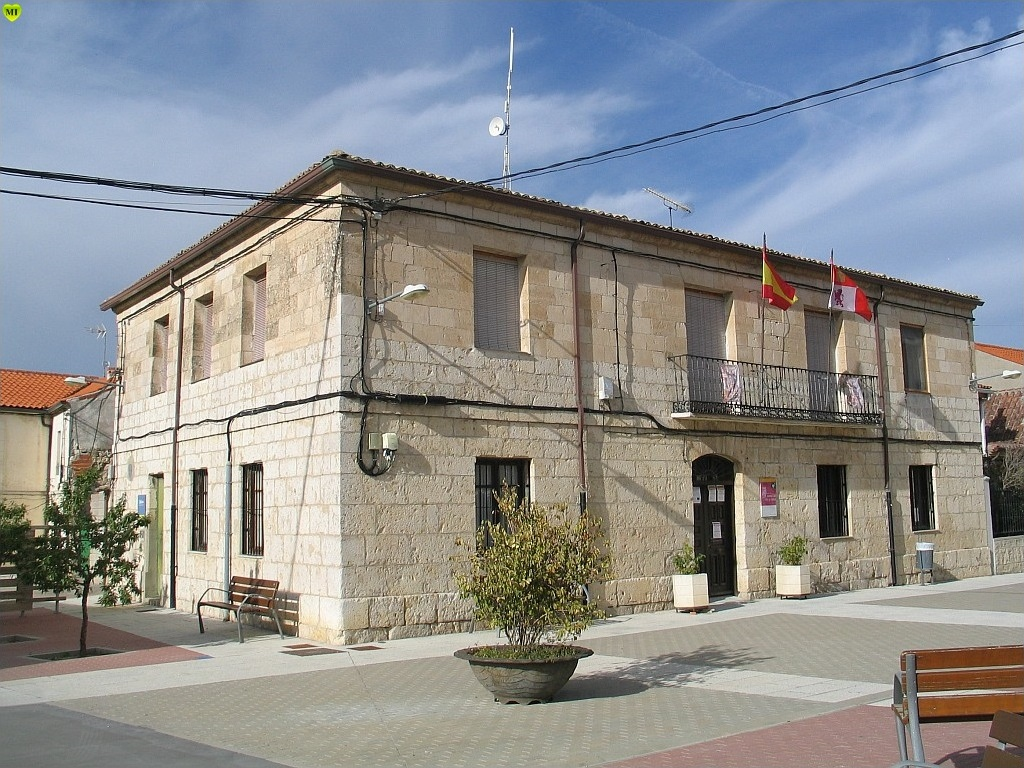
Ayuntamiento

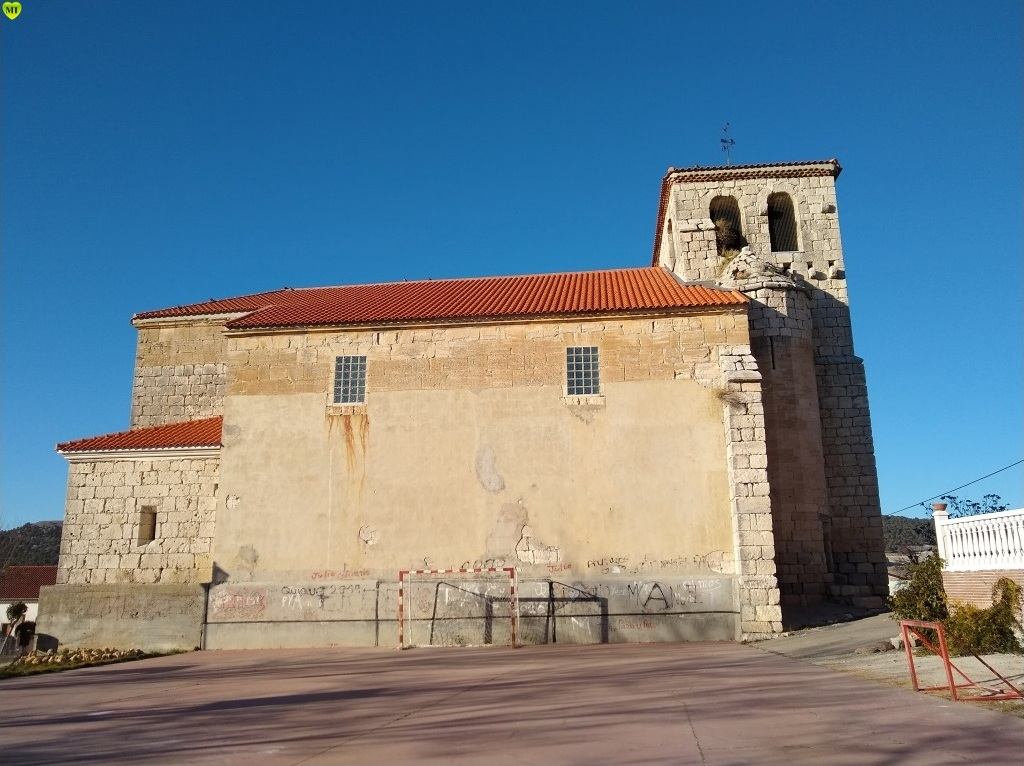
Iglesia parroquial

Olmos de Esgueva es un municipio y localidad española de la provincia de Valladolid, en la comunidad autónoma de Castilla y León.

## Geografía
Está situada en la margen izquierda del río Esgueva a 17,5 km de Valladolid a una altitud de 735 m sobre el nivel del mar.
La vía más cómoda y rápida para acceder a este municipio es la carretera VA-140.

## Historia
Así se describe a Olmos de Esgueva en la página 257 del tomo XII del Diccionario geográfico-estadístico-histórico de España y sus posesiones de Ultramar, obra impulsada por Pascual Madoz a mediados del siglo XIX:
OLMOS DE ESGUEVA
Lugar con ayuntamiento en la provincia, audiencia territorial y capitanía general de Valladolid (3 Leguas), partido judicial de Valoria la Buena (2), diócesis de Palencia (6).
Situado en un valle a la margen izquierda del rio Esgueva, su clima es húmedo, y las enfermedades mas comunes, tercianas rebeldes y hidropesias.
Tiene 68 casas. La consistorial con habitación para cárcel, escuela de instrucción primaria dotada con 750 reales, una iglesia parroquial (San Pedro Apóstol) servida por un cura y un sacristán, fuera de la población hay un pozo de de buenas aguas que provee a las necesidades del vecindario.
El termino confina con los de Villabañez, Villanueva, Villavaquerín y Villarmentero. Dentro de el se encuentra la ermita de Nuestra Señora de Pozobueno.
El terreno, fertilizado por el Esgueva, participa de valle, paramos y laderas, y en lo general es de regular calidad, comprende 2 montes poblados de robles.
Los caminos locales y los que dirigen a la capital de provincia, partido y otros puntos, todos de herradura y en mal estado.
El correo se recibe y despacha en Valladolid.
Producciones: cereales, legumbres, patatas, vino blanco, leñas de combustible y pastos, con los que se mantiene ganado lanar, vacuno y caballar. Abunda la caza de liebres, conejos y perdices, y la pesca de cangrejos, anguilas y barbos.
Industria: La agrícola y un molino harinero.
Comercio: exportación del sobrante de frutos e importación de los artículos que faltan.
Población: 37 vecinos, 137 almas.

Capital productivo: 156.720 reales. Imponible: 78.938. Contribución: 7.864 reales. 11 maravedíes.

## Geografía humana

### Demografía
Cuenta con una población de 197 habitantes (INE 2024).
| Gráfica de evolución demográfica de Olmos de Esgueva entre 1842 y 2021                                                |
| |
| Población de derecho según los censos de población del INE. Población de hecho según los censos de población del INE. |

| 184                       | 189 | 189 | 186 | 184 | 202 | 222 | 212 | 218 | 209 | 219 | 234 | 236 | 237 | 233 | 234 | 223 | 230 | 226 | 186 |
| (Fuente: INE [Consultar]) |     |     |     |     |     |     |     |     |     |     |     |     |     |     |     |     |     |     |     |

NOTA: La cifra de 1996 está referida a 1 de mayo y el resto a 1 de enero.

## Administración y política
| Periodo   | Nombre                       | Partido |
| --------- | ---------------------------- | ------- |
| 1979-1983 | Marino Vaca Martín           | UCD     |
| 1983-1987 | José del Amo Mate            | PSOE    |
| 1987-1991 | José del Amo Mate            | PSOE    |
| 1991-1995 | José del Amo Mate            | PSOE    |
| 1995-1999 | María Teresa Gómez Gómez*    | PP      |
| 1999-2003 | José del Amo Mate            | PSOE    |
| 2003-2007 | José del Amo Mate            | PSOE    |
| 2007-2011 | José del Amo Mate            | PSOE    |
| 2011-2015 | Ángel Martín Vaca            | PP      |
| 2015-2019 | Mª Natividad San José Valles | PSOE    |
| 2019-2023 | Noelia Mato Del Olmo         | PSOE    |
| 2023-act. | José María Martín del Amo    | PSOE    |

NOTA: En sustitución de José Luis Vaca Vaca, que renunció al cargo.

## Cultura

### Patrimonio
- Iglesia parroquial de San Pedro Apóstol: edificio del siglo XVII construido en piedra, con una estructura de tres naves, cubierta principal con bóveda de arista y las laterales con bóveda de cañón, decoradas con yeserías.
- Ermita de Nuestra Señora del Pozobueno: edificio del último tercio del siglo XVII construido en piedra, con una estructura de una sola nave.

### Fiestas
- 15 de mayo: San Isidro.
- 8 de septiembre: romería donde se saca en procesión a N.ª S.ª del Pozo Bueno.